# لينوة رملية
لينوة رملية (الاسم العلمي:Lennoa arenaria) هي نوع من النباتات يتبع جنس اللينوة من الفصيلة الحمحمية.